# Guilderland (város, New York)
Guilderland város az USA New York államában, Albany megyében. Lakosainak száma 36 848 fő (2020. április 1.).

## Népesség
A település népességének változása:

| 2010 | 35 303 |
| 2020 | 36 848 |